# Józef Woronicz
Józef Konstanty Woronicz herbu Pawęża (zm. w 1743 roku) – podczaszy owrucki w latach 1724–1743.
Był ojcem Ignacego.
Poseł sejmiku kijowskiego na sejm konwokacyjny 1733 roku. Był członkiem konfederacji generalnej zawiązanej 27 kwietnia 1733 roku na tym sejmie. Był elektorem Stanisława Leszczyńskiego w 1733 roku.